# Ariadne ariadne
Ariadne ariadne es una especie de lepidóptero perteneciente a la familia Nymphalidae. Es originaria del sudeste de Asia, donde se distribuye por Ceilán, India, Birmania, Malasia, Formosa y las Célebes.
Las larvas se alimentan de Ricinus communis.

## Galería

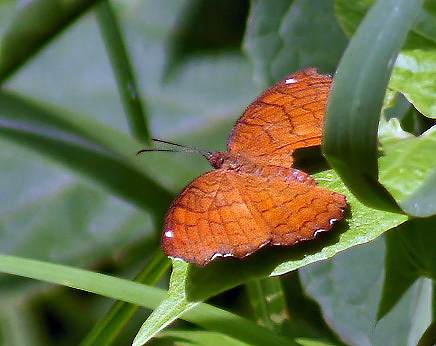
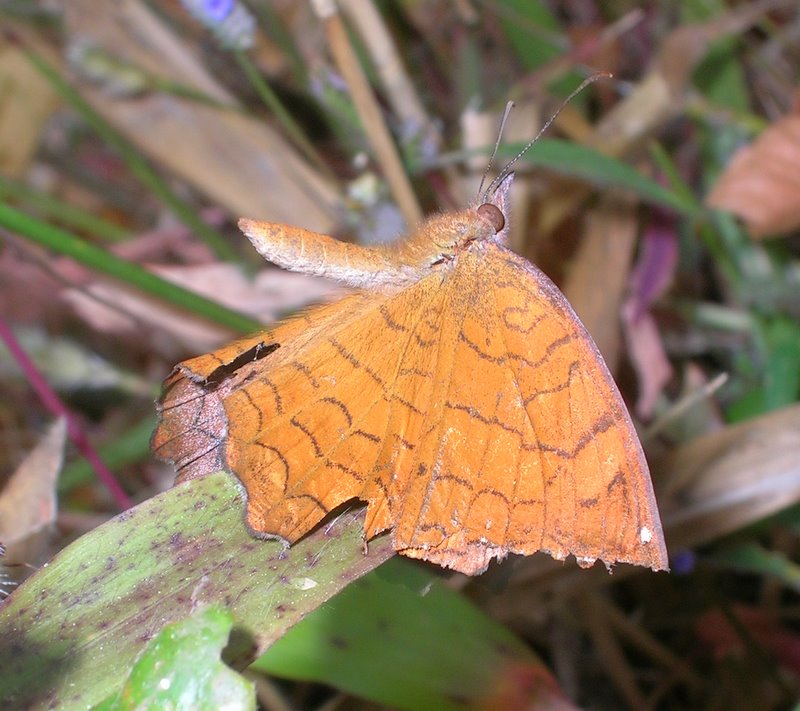
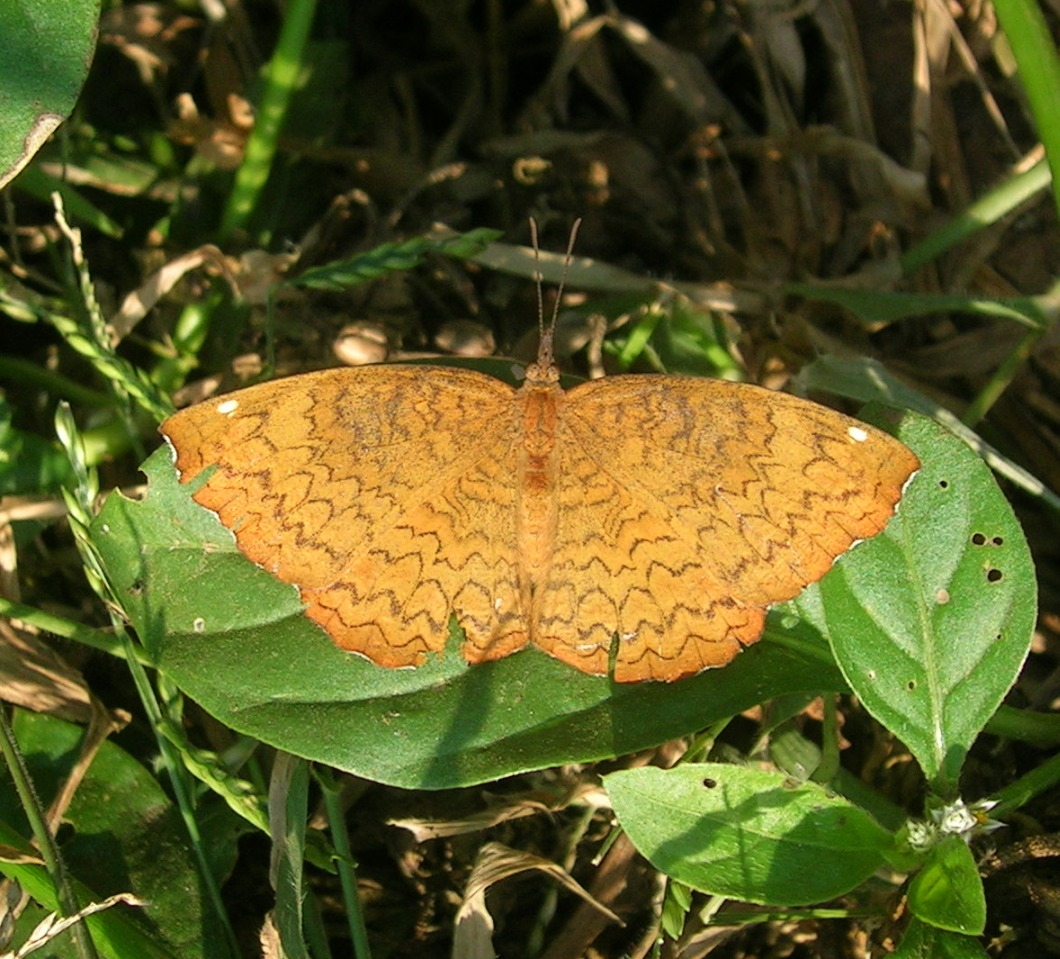
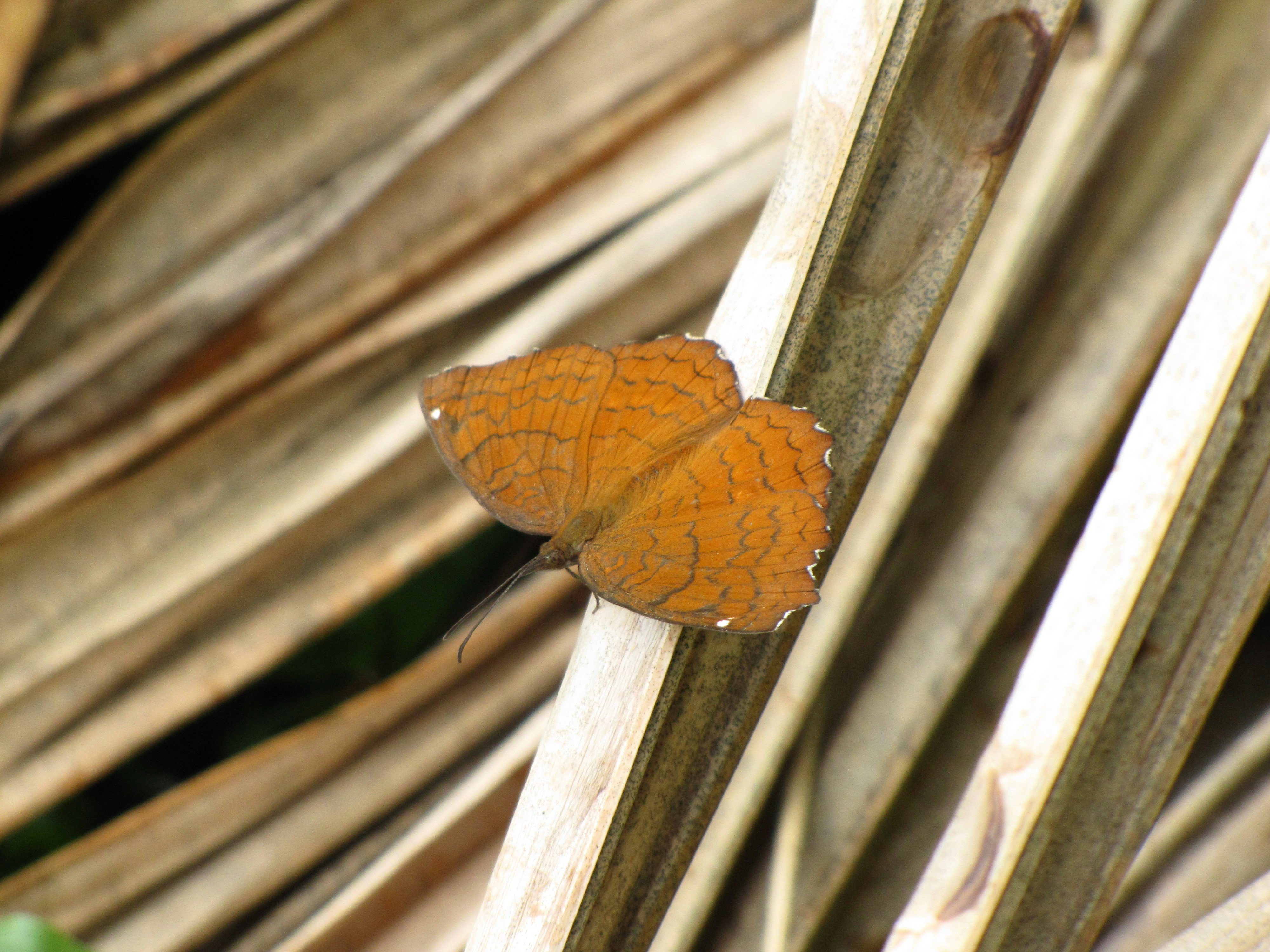
Kerala, India
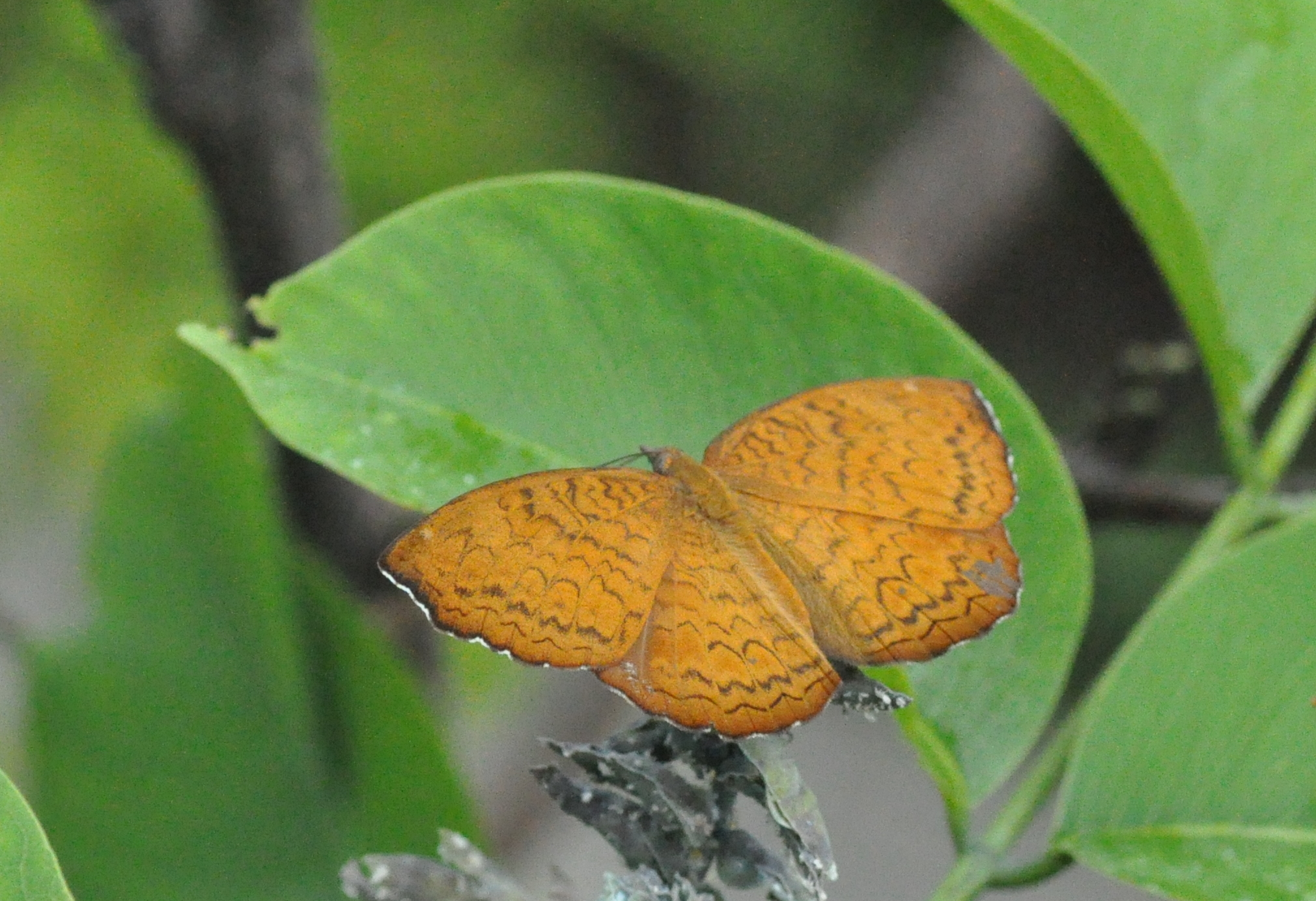